# Beiwudang
Beiwudang (kinesiska: 北武当, 北武当镇) är en köping i Kina. Den ligger i provinsen Shanxi, i den norra delen av landet, omkring 110 kilometer väster om provinshuvudstaden Taiyuan. Antalet invånare är 5 846. Befolkningen består av 2 670 kvinnor och 3 176 män. Barn under 15 år utgör 17,0 %, vuxna 15-64 år 73 %, och äldre över 65 år 8,0 %.
Genomsnittlig årsnederbörd är 748 millimeter. Den regnigaste månaden är juli, med i genomsnitt 257 mm nederbörd, och den torraste är december, med 3 mm nederbörd.